# Windmotor Nijetrijne 4
De Windmotor Nijetrijne 4 is een poldermolen bij het Fries-Stellingwerfse dorp Nijetrijne, dat in de Nederlandse gemeente Weststellingwerf ligt.
De molen is een Amerikaanse windmotor met een windrad van 12 bladen en een diameter van 3,5 meter. Hij werd gebouwd door de firma Bakker uit IJlst, maar in welk jaar is niet bekend. De windmotor staat aan een schelpenpad langs de oostelijke oever van de Scheene in het natuurgebied de Rottige Meente, waar Nijetrijne middenin ligt. De windmotor is niet voor publiek geopend, maar kan tot op korte afstand worden benaderd.